# Programmed Input/Output
PIO é um acrônimo de informática para a expressão em inglês Programmed Input/Output. É um método para que dois dispositivos troquem informações. Os dispositivos acoplados, para transmitirem seus dados, aguardam instruções do micro-processador. Os primeiros modelos de HD usavam essa técnica mas posteriormente esse sistema foi substituído pelo DMA uma vez que o sistema PIO era muito lento, principalmente se as instruções não estavam em cache.